# فرجينيا ماري كيندال
فرجينيا ماري كيندال (بالإنجليزية: Virginia Mary Kendall)‏ هي قاضية ومحامية أمريكية، ولدت في 25 يناير 1962 في إيفانستون في الولايات المتحدة.